# 이형일
이형일(李炯日 , 1971년 ~ )은 대한민국의 제16대 기획재정부 제1차관인 공무원이다.

## 학력
- 경상고등학교 졸업
- 서울대학교 사회과학대학 경제학 학사
- 텍사스 A&M 대학교 대학원 경제학 박사

## 경력
- 1992.11 제36회 행정고등고시 합격
- 1998.01 대한민국 공군 중위 전역
- 1999 재정경제부 금융정책국 금융정책과 행정사무관
- 2001 재정경제부 공적자금관리위원회 사무국 행정사무관
- 2002.10 재정경제부 공적자금관리위원회 사무국 의사총괄과 행정서기관
- 2003 재정경제부 경제정책국 경제분석과 행정서기관
- 2008.06 기획재정부 기획조정실 경제교육홍보담당관
- 2009 대통령비서실 경제수석비서관실 선임행정관
- 2011.08 기획재정부 경제정책국 자금시장과장
- 2013.01 기획재정부 경제정책국 경제분석과장
- 2014.08 기획재정부 경제정책국 종합정책과장, 부이사관
- 2015 미국 국제부흥개발은행 선임 Economist
- 2018.12 대통령비서실 경제정책비서관실 선임행정관, 이사관
- 2020.05 기획재정부 경제정책국장
- 2021.02~2021.03 기획재정부 차관보, 관리관
- 2021.03~2022.05 문재인 정부 제4대 대통령비서실 경제정책비서관
- 2022.05~2023.07 기획재정부 차관보
- 2023.07~2025.06 제20대 통계청장
- 2025.06~ 제15대 기획재정부 제1차관
- 2025.06~2025.07 경제부총리 겸 기획재정부 장관 직무대행
- 2025.06~2025.07 대통령직속 2050 탄소중립녹색성장위원회 당연직 위원